# Йоанис Цамис
Йоанис Цамис, известен като капитан Чам (на гръцки: Ιωάννης Τσάμης, Τσαμογιάννης), е гръцки революционер от влашки произход, деец на гръцката въоръжена пропаганда в Македония.

## Биография
Йоанис Цамис е роден в леринското влашко село Писодер, тогава в Османската империя. През 1896 – 1897 година участва в гръцкото четническо движение в Македония. Действа в района на Катерини заедно с четата на Георгиос Дукас (капитан Давелис).
Негови племенници са дейците на гръцката пропаганда Ставрос Цамис и Лазарос Цамис.